# Episodi di Dallas (serie televisiva 1978) (seconda stagione)
Questa voce contiene trame, dettagli e crediti dei registi e degli sceneggiatori della seconda stagione della serie televisiva Dallas.
Negli Stati Uniti d'America, è stata trasmessa per la prima volta dalla CBS dal 23 settembre 1978 al 6 aprile 1979.
In Italia è stata trasmessa in prima visione in parte da Raiuno e in parte da Canale 5 nel 1981. Nel primo passaggio della serie in RAI, alcuni episodi non furono trasmessi. Essi furono recuperati durante la prima trasmissione di Canale 5.
- Il cliffhanger di fine stagione

Sue Ellen è ormai schiava dell'alcool e viene rinchiusa in una casa di cura, mentre è incinta del figlio che lei crede essere di Cliff Barnes (verrà in seguito rivelato che è figlio di J.R.). La donna fugge dall'ospedale mentre è ubriaca ed è vittima di un incidente stradale che può mettere in pericolo lei e il bambino. I medici riescono a far nascere prematuramente il bambino (John Ross Ewing III) ma sia lui che la madre sono in pericolo di vita.

Risoluzione: dopo un episodio in due parti in cui il bambino viene rapito, sia John Ross che Sue Ellen sono fuori pericolo, anche se permangono i dubbi riguardo alla paternità del bambino.

Tra la vita e la morte.
Dall'episodio John Ewing III - Parte 2, finale di stagione.

| nº | Titolo originale        | Titolo italiano              | Prima TV USA      | Prima TV Italia   | Rete TV Italia |
| -- | ----------------------- | ---------------------------- | ----------------- | ----------------- | -------------- |
| 1  | Reunion - Part 1        | Il figlio ritrovato          | 23 settembre 1978 | 4 giugno 1981     | Canale 5       |
| 2  | Reunion - Part 2        | Una convivenza impossibile   | 30 settembre 1978 | 9 giugno 1981     | Canale 5       |
| 3  | Old Acquaintance        | Un regalo d'addio            | 7 ottobre 1978    | 4 marzo 1981      | Raiuno         |
| 4  | Bypass                  | Domande senza risposta       | 14 ottobre 1978   | 11 giugno 1981    | Canale 5       |
| 5  | Black Market Baby       | Mercato nero                 | 15 ottobre 1978   | 11 marzo 1981     | Raiuno         |
| 6  | Double Wedding          | Accusa di bigamia            | 21 ottobre 1978   | 18 marzo 1981     | Raiuno         |
| 7  | Runaway                 | Il compleanno                | 28 ottobre 1978   | 25 marzo 1981     | Raiuno         |
| 8  | Election                | L'ombra del passato          | 5 novembre 1978   | 18 giugno 1981    | Canale 5       |
| 9  | Survival                | Col fiato sospeso            | 12 novembre 1978  | 16 giugno 1981    | Canale 5       |
| 10 | Act of Love             | La rivincita di Sue Ellen    | 19 novembre 1978  | 23 giugno 1981    | Canale 5       |
| 11 | Triangle                | Triangolo                    | 26 novembre 1978  | 1º aprile 1981    | Raiuno         |
| 12 | Fallen Idol             | L'idolo                      | 3 dicembre 1978   | 25 giugno 1981    | Canale 5       |
| 13 | Kidnapped               | Rapimento                    | 17 dicembre 1978  | 8 aprile 1981     | Raiuno         |
| 14 | Home Again              | Il ritorno di Garrison       | 7 gennaio 1979    | 15 aprile 1981    | Raiuno         |
| 15 | For Love or Money       | Il tempo dei bottoni         | 14 gennaio 1979   | 22 aprile 1981    | Raiuno         |
| 16 | Julie's Return          | Il ritorno di Julie          | 26 gennaio 1979   | 30 giugno 1981    | Canale 5       |
| 17 | The Red File - Part 1   | Il fascicolo rosso - parte 1 | 2 febbraio 1979   | 2 luglio 1981     | Canale 5       |
| 18 | The Red File - Part 2   | Il fascicolo rosso - parte 2 | 9 febbraio 1979   | 7 luglio 1981     | Canale 5       |
| 19 | Sue Ellen's Sister      | La sorella di Sue Ellen      | 16 febbraio 1979  | 9 luglio 1981     | Canale 5       |
| 20 | Call Girl               | Ragazza squillo              | 23 febbraio 1979  | 8 settembre 1981  | Canale 5       |
| 21 | Royal Marriage          | Matrimonio regale            | 9 marzo 1979      | 10 settembre 1981 | Canale 5       |
| 22 | The Outsiders           | La scelta di Donna           | 16 marzo 1979     | 29 aprile 1981    | Raiuno         |
| 23 | John Ewing III - Part 1 | John Ewing III - Parte 1     | 23 marzo 1979     | 15 settembre 1981 | Canale 5       |
| 24 | John Ewing III - Part 2 | John Ewing III - Parte 2     | 6 aprile 1979     | 17 settembre 1981 | Canale 5       |

- Cast regolare[25]:
Barbara Bel Geddes (Miss Ellie Ewing)
Jim Davis (Jock Ewing)
Patrick Duffy (Bobby Ewing)
Linda Gray (Sue Ellen Ewing)
Larry Hagman (J.R. Ewing)
Steve Kanaly (Ray Krebbs)
Victoria Principal (Pamela Barnes Ewing)
Charlene Tilton (Lucy Ewing)
- Cast ricorrente:
Ken Kercheval (Cliff Barnes) – episodi 3, 5, 6, 8/10, 14, 15, 17/19, 23, 24

## Il figlio ritrovato
- Titolo originale: Reunion - Part 1
- Diretto da: Irving J. Moore
- Scritto da: David Jacobs

### Trama
Mentre Bobby è a Las Vegas con Pam per affari, l'uomo incontra accidentalmente suo fratello Gary, il padre di Lucy, e lo convince a tornare a Southfork. Lucy, che aveva scoperto nel frattempo dove lavorava sua madre, Valene (ex-moglie di Gary), cerca di far riavvicinare i suoi genitori. Ma J.R. cerca in tutti i modi di sbarazzarsi di suo fratello.
- Guest Star: David Ackroyd (Gary Ewing), Joan Van Ark (Valene Clements)
- Altri interpreti: Tony Frank (Pete), Philip Levien (Jimmy)

## Una convivenza impossibile
- Titolo originale: Reunion - Part 2
- Diretto da: Irving J. Moore
- Scritto da: David Jacobs

### Trama
Sempre più accecato dall'odio nei confronti di Jock, Digger si reca a Southfork e, sotto l'effetto dell'alcol, chiede al patriarca degli Ewing di essere "pagato" affinché possa tenere Pamela in casa sua. Jock gli offre 100 dollari, che Digger accetta, proclamando sua figlia "venduta" agli Ewing. Nel frattempo, J.R. trama per mettere in cattiva luce Gary agli occhi degli altri componenti della famiglia, offrendogli un lavoro alla Ewing Oil. Messo sotto pressione, però, l'uomo fugge da Southfork una volta per tutte. Anche Valene lascia il ranch e J.R., mentendo, riferisce ai suoi familiari che la donna gli ha chiesto dei soldi per andarsene.
- Special Guest Star: David Wayne (Digger Barnes)
- Guest Star: David Ackroyd (Gary Ewing), Joan Van Ark (Valene Clements)
- Altri interpreti: Sarah Cunningham (Zia Maggie)

## Un regalo d'addio
- Titolo originale: Old Acquaintance
- Diretto da: Alex March
- Scritto da: Camille Marchetta

### Trama
Maynard Anderson, amico d'affari degli Ewing, riceve un incarico pubblico che lo costringe a interrompere la sua relazione extramatrimoniale con Jenna Wade, vecchia fiamma di Bobby. Anderson chiede aiuto a J.R. per liberarsi della donna, e l'uomo - sempre intenzionato a separare suo fratello da Pamela - coglie l'occasione al volo e fa in modo di far reincontrare i due ex-innamorati. Frequentando di nuovo Jenna, Bobby viene a conoscenza che la donna ha una figlia, Charlie, e sospetta che possa essere sua. Così, trascorre molto tempo con Jenna, provocando la gelosia di Pamela. Quando quest'ultima decide di affrontare la sua rivale, Jenna afferma che Bobby non è il padre di Charlie. Nel frattempo, Cliff decide di buttarsi in politica, candidandosi al Senato. 
- Guest Star: Morgan Fairchild (Jenna Wade), Peter Mark Richman (Maynard Anderson)
- Altri interpreti: Richard Anthony, Nicki Flacks, Lisa LeMole, Lauri Lynn Myers (Charlie Wade)
- Ascolti Italia: 16.300.000 telespettatori[26]

## Domande senza risposta
- Titolo originale: Bypass
- Diretto da: Corey Allen
- Scritto da: Arthur Bernard Lewis

### Trama
Durante un'animata discussione con J.R., Jock subisce un attacco di cuore e viene ricoverato in ospedale in condizioni disperate. Bobby decide allora di lasciare il suo posto alla Ewing Oil per occuparsi del ranch. J.R. approfitta della situazione e cerca di fare un subdolo accordo con alcuni petrolieri, per poter perforare in una zona del Southfork Ranch, la Sezione 40. Nel frattempo, Jock viene salvato con un intervento di bypass.
- Guest Star: John Ashton (Willie Joe Garr), Barbara Babcock (Liz Craig), Ed Nelson (Jeb Amos)
- Altri interpreti: Dan Ammerman (Dr. Harlan Danvers), Ann Ford, Dorothy Forster, Lisa LeMole, Greg Michaels, Jaki Morrison, Carter Mullally, Peyton Park, Rick Thomas

## Mercato nero
- Titolo originale: Black Market Baby
- Diretto da: Lawrence Dobkin
- Scritto da: Darlene Craviotto

### Trama
Dopo sette infruttuosi anni di matrimonio, Sue Ellen decide di adottare un bambino, all'insaputa di J.R., e contatta una giovane donna, Rita Briggs, disposta a rinunciare al suo bambino. Dopo che J.R. ha scoperto l'intrigo e ha allontanato Rita per sempre, Sue Ellen decide di abbandonarlo ma viene fermata dall'uomo con la forza. Intanto, Pamela decide di riprendere il suo vecchio lavoro da commessa al "The Store", sebbene Bobby non sia d'accordo.
- Guest Star: Barbara Babcock (Liz Craig), Talia Balsam (Rita Briggs), James Whitmore Jr. (B.J. 'Buzz' Connors)
- Altri interpreti: Gaetana Campbell (Barbara Walsh), David Ellzey, Glenn Morshower, Benito Rizo, Francis Rizo

## Accusa di bigamia
- Titolo originale: Double Wedding
- Diretto da: Paul Stanley
- Scritto da: Jim Inman, Arthur Bernard Lewis

### Trama
Ed Haynes, primo marito di Pamela, si rifà vivo con la donna affermando che il loro matrimonio non è mai stato annullato. J.R. approfitta della situazione ancora una volta per mettere sua cognata in cattiva luce con la famiglia, in quanto Pam non aveva mai rivelato di essere stata già sposata, nemmeno a Bobby. Quest'ultimo, profondamente ferito dalla notizia, cerca di tenersi impegnato con un progetto personale, aiutando la chiesa locale nella costruzione di una nuova scuola.
- Special Guest Star: David Wayne (Digger Barnes)
- Guest Star: Robin Clarke (Ed Haynes), Charles Hallahan (Harry Ritlin),
- Altri interpreti: Al Avons, Cal Bowman, Sarah Cunningham (Zia Maggie), Desmond Dhooge, Ann Ford, Lisa LeMole, Randy Moore (Reverendo Thornwood), Peggy Wood, Norma Young

## Il compleanno
- Titolo originale: Runaway
- Diretto da: Barry Crane
- Scritto da: Worley Thorne

### Trama
Per la sua festa di compleanno, organizzata dalla famiglia, Lucy vorrebbe invitare sua madre Valene, che lavora come cameriera in un bar nella vicina San Antonio. Non ottenendo il consenso, Lucy fugge di casa. Durante la sua fuga, la ragazza viene avvicinata da un ragazzo, Willie, che la crede una piccola delinquente (come lui) dopo averla vista sfuggire alla polizia. Giunta a San Antonio con Willie, Lucy non trova sua madre perché si è trasferita ad Austin. Willie approfitta della sosta per compiere una rapina a mano armata e costringe Lucy a seguirlo con la forza. L'intervento di Bobby (e della polizia, prontamente avvertita dagli Ewing) è risolutivo.
- Guest Star: Greg Evigan (Willie Guest)
- Altri interpreti: Joe D. Anderson, Kenneth Barry, Dave Beidleman, Terry F. Cook, John Galt, Jim Gough (Senatore Oates), Joe Griffith, Ray LePere, Charlie Sybert, Bernadette Whitehead, Tim Yarbro
- Ascolti Italia: 16.300.000 telespettatori[27]

## L'ombra del passato
- Titolo originale: Election
- Diretto da: Barry Crane
- Scritto da: Rena Down

### Trama
La corsa al Senato di Cliff mette in subbuglio la famiglia Ewing, soprattutto nella relazione tra Bobby e Pamela. Quando J.R. si rende conto che il suo candidato, Peter Larson, potrebbe non farcela, ricorre al gioco sporco e usa pubblicamente delle rivelazioni - inavvertitamente fatte da Pam - su una vecchia relazione di cuore di Cliff per mettere l'uomo in cattiva luce fino a fargli perdere le elezioni e a creare una rottura tra Cliff e sua sorella. 
- Guest Star: Joshua Bryant (Peter Larson), Allen Case (Martin Cole)
- Altri interpreti: Robert Ackerman, Arline Anderson, Norman Bartold (Signor Evans), Jim Ferrier, Madeleine Fisher (Kristen Carlson), Meg Gallagher (Louella), Bonnie Gondell, Michael Heit, Esther McCarroll, Don Starr, Dick Whittington (Jack Jackson), Buck Young

## Col fiato sospeso
- Titolo originale: Survival
- Diretto da: Irving J. Moore
- Scritto da: D.C. Fontana, Richard Fontana

### Trama
Quando l'aereo privato degli Ewing su cui si trovano Bobby e J.R. si schianta a causa di una tempesta, Miss Ellie cerca, senza successo, di tenere segreta la notizia a Jock, per evitare che la cosa abbia spiacevoli ripercussioni sulla sua salute e sul suo cuore. 
- Guest Star: Barbara Babcock (Liz Craig), John Zaremba (Dott. Harlen Danvers)
- Altri interpreti: Karen Austin (Dailey), Art Bradford (Bert), Andy Jarrell (Ken Jackson), Bill McLaughlin, Trey Wilson (Johnnie)

## La rivincita di Sue Ellen
- Titolo originale: Act of Love
- Diretto da: Corey Allen
- Scritto da: Leonard Katzman

### Trama
Mentre J.R. è a Washington, Sue Ellen inizia una relazione con Cliff Barnes. Quando la donna scopre di essere incinta, con estrema gioia da parte degli Ewing, comincia a dubitare sulla paternità del figlio. Intanto, Pamela riceve una promozione che la porterà a Parigi proprio mentre Bobby sta organizzando un party d'affari.
- Guest Star: Barbara Babcock (Liz Craig), Nicolas Coster (Joe Morris), John Zaremba (Dott. Harlen Danvers)
- Altri interpreti: Nancy Bleier (Connie), Peggy Brown, Meg Gallagher (Louella), Liberty Godshall, Evelyn Guerrero, Leone James, Julie Parrish

## Triangolo
- Titolo originale: Triangle
- Diretto da: Vincent McEveety
- Scritto da: Camille Marchetta

### Trama
Ray Krebbs si innamora di una giovane cantante country, Garnet McGee. J.R. incontra la ragazza durante un ricevimento a Southfork e la corteggia, incurante di Ray. Quando la donna - totalmente concentrata sulla sua carriera - si rende conto che J.R. le potrebbe essere più utile di Ray, inizia una relazione con il primogenito degli Ewing.
- Guest Star: Kate Mulgrew (Garnet McGee)
- Altri interpreti: Nancy Bleier (Connie), Edward Call (Sam Gurney), John Chilton, Michael Dudikoff (Joe Newcomb), Larry French (Dick Norton), Meg Gallagher (Louella), Harry Middlebrooks (Mervin Hall), Penni Pearson
- Ascolti Italia: 17.700.000 telespettatori[28]

## L'idolo
- Titolo originale: Fallen Idol
- Diretto da: Vincent McEveety
- Scritto da: Arthur Bernard Lewis

### Trama
Quando Bobby ritrova un suo vecchio compagno di college, Guzzler Bennett, gli offre un posto nella sua azienda di costruzioni. Miss Ellie dà loro il permesso di costruire un centro commerciale nei pressi del Southfork Ranch, ma l'affare ben presto sfuma, perché Guzzler si rivela una persona inaffidabile.
- Guest Star: John Ashton (Willie Joe Garr), Richard Kelton (Guzzler Bennett), Sandy Ward (Jeb Ames)
- Altri interpreti: Nancy Adrian, Nancy Bleier (Connie), Meg Gallagher (Louella), Ed McCready, Michael O'Dwyer (Kylie), John Petlock (Dan Marsh)

## Rapimento
- Titolo originale: Kidnapped
- Diretto da: Lawrence Dobkin
- Scritto da: Camille Marchetta

### Trama
Tre malviventi rapiscono Bobby per errore (invece di J.R.), ma chiedono comunque un riscatto agli Ewing di un milione e mezzo di dollari, attraverso la figura di Cliff. Quest'ultimo accetta di fare da tramite e si occupa dello scambio. Ma l'intervento di J.R., Ray e altri mezzadri, tutti armati, mettono in serio pericolo la vita di Bobby e di suo cognato.
- Guest Star: Stephen Davies (Will Hart), Paul Koslo (Al Parker), Terry Jastrow (Harry), Kelly Jean Peters (Fay Parker)
- Altri interpreti: Nancy Bleier (Connie), Byron Clark, Meg Gallagher (Louella), Liberty Godshall, Robert F. Hoy (Mahoney)
- Ascolti Italia: 12.900.000 telespettatori[29]

## Il ritorno di Garrison
- Titolo originale: Home Again
- Diretto da: Don McDougall
- Scritto da: Arthur Bernard Lewis

### Trama
Il fratello di Miss Ellie, Garrison Southworth, ritenuto morto da 40 anni, torna al Southfork Ranch. Se Miss Ellie è al settimo cielo, Jock e J.R. sono invece molto preoccupati perché ritengono che Garrison sia ricomparso per riappropriarsi di parte della sua eredità. Questa idea diviene realtà quando è la stessa Ellie a offrire a suo fratello la proprietà del ranch. In realtà Garrison è molto malato ed è tornato a Southfork solo per morire.
- Guest Star: Gene Evans (Garrison Southworth), Melinda O. Fee (Cathy Baker)
- Altri interpreti: Gary Lee Davis (Ernie), John Dayton, Meg Gallagher (Louella), Michael McManus (Matt), John Petlock (Dan Marsh), Charles Wilder Young (Charlie Waters)
- Ascolti Italia: 16.800.000 telespettatori[30]

## Il tempo dei bottoni
- Titolo originale: For Love or Money
- Diretto da: Irving J. Moore
- Scritto da: Leonard Katzman

### Trama
Dopo l'ennesimo tradimento, Sue Ellen lascia J.R. La donna prima trascorre la notte con Cliff, poi decide di andare vivere con la madre Patricia e la sorella minore Kristin, trasferitesi a Dallas per assistere Sue Ellen durante la gravidanza. Quando J.R. scopre che la donna ha ripreso la sua relazione con Cliff, l'uomo lo avverte che una relazione con una donna sposata potrebbe rovinare la sua carriera politica. Cliff, quindi, lascia Sue Ellen e la donna torna da J.R.
- Guest Star: Fred Beir (Ben Maxwell), Martha Scott (Signora Shepard), Colleen Camp (Kristin Shepard),
- Altri interpreti: Toni Berrell, Nancy Bleier (Connie), Frank Farmer, Fern Fitzgerald (Marilee Stone), Meg Gallagher (Louella), Ted Lehman, M.E. Lorange, Roger Pancake, John Petlock (Dan Marsh), Barbara Tarbuck (Agnes)
- Ascolti Italia: 7.800.000 telespettatori[31]

## Il ritorno di Julie
- Titolo originale: Julie's Return
- Diretto da: Les Martinson
- Scritto da: Rena Down

### Trama
Julie Grey, ex-segretaria alla Ewing Oil ed ex-amante di J.R., torna a Dallas e riallaccia i rapporti con Jock. Sebbene tra i due non ci sia nulla di fisico, sia i figli di Jock che Miss Ellie cercano di impedire la relazione e Jock - per amore di Ellie - interrompe i rapporti con Julie, spingendola involontariamente di nuovo tra le braccia di J.R.
- Guest Star: Tina Louise (Julie Grey)
- Altri interpreti: Frank Arno, Helen Baron (Cora Kincaid), Richard Bergman, Tain Bodkin (Jordan), Fern Fitzgerald (Marilee Stone), Meg Gallagher (Louella), John Lamont, Jeanna Michaels (Connie), Richard Roat (Victor), Kenneth White (Seth Stone)

## Il fascicolo rosso - parte 1
- Titolo originale: The Red File - Part 1
- Diretto da: Leonard Katzman
- Scritto da: Arthur Bernard Lewis

### Trama
Molte persone a Dallas sono preoccupate per il ritorno di Julie Grey. Soprattutto due petrolieri, Jeb Ames e Willie Joe Garr, implicati in loschi affari con J.R., temono che questi ultimi possano diventare pubblici a causa di alcune informazioni segrete riportate in un "fascicolo rosso" e del quale Julie è a conoscenza. Durante un acceso confronto con i due uomini, la donna muore, ma l'accusa di omicidio ricade su Cliff, che viene arrestato. Pamela è convinta che dietro quest'accusa ci siano i giochi sporchi di J.R.
- Guest Star: John Ashton (Willie Joe Garr), Fred Beir (Ben Maxwell), Tina Louise (Julie Grey), Sandy Ward (Jeb Ames)
- Altri interpreti: James L. Brown (Detective Harry McSween), Michael Cavanaugh (O'Neill), Jordan Charney (Tenente Sutton), Ray Colella, Meg Gallagher (Louella), Eloise Hardt, Kay Howell, John McLaughlin, Jeanna Michaels (Connie), John Petlock (Dan Marsh), Charles Wilder Young (Charlie Waters)

## Il fascicolo rosso - parte 2
- Titolo originale: The Red File - Part 2
- Diretto da: Leonard Katzman
- Scritto da: Arthur Bernard Lewis

### Trama
Tutti rimangono scioccati dalla morte improvvisa e violenta di Julie e dall'arresto di Cliff. Durante la preparazione al processo, Bobby scopre il contenuto del "fascicolo rosso" e lo rende pubblico per scagionare suo cognato dall'accusa di omicidio. Pamela, che aveva lasciato Southfork a causa delle malefatte di J.R., dice a suo marito che non è ancora pronta per tornare in casa Ewing.
- Guest Star: John Ashton (Willie Joe Garr), Walter Brooke (Cole Young), John Harkins (Giudice Potter), Woodrow Parfrey, Charles Siebert (Sloan), Sandy Ward (Jeb Ames)
- Altri interpreti: Gary Allen, Jordan Charney (Tenente Sutton), Meg Gallagher (Louella), Eloise Hardt, Jennifer Harmon, John Hart, Jeanna Michaels (Connie), John Petlock (Dan Marsh), Michael Quinn (Larry Dinsdale), Sean Fallon Walsh

## La sorella di Sue Ellen
- Titolo originale: Sue Ellen's Sister
- Diretto da: Irving J. Moore
- Scritto da: Camille Marchetta

### Trama
Mentre Pamela vive ancora lontana da Southfork, la sorella di Sue Ellen, Kristin, ospite degli Ewing, cerca di sedurre Bobby, anche grazie all'aiuto di J.R., ma la ragazza viene delicatamente respinta dall'uomo. Intanto, Pam diventa involontariamente complice di Cliff nel suo tentativo di sabotare un accordo della Ewing Oil.
- Guest Star: Colleen Camp (Kristin Shepard), John McLiam (Wally Kessel)
- Altri interpreti: Meg Gallagher (Louella), Jeanna Michaels (Connie), Barbara Tarbuck (Agnes)

## Ragazza squillo
- Titolo originale: Call Girl
- Diretto da: Les Martinson
- Scritto da: Rena Down

### Trama
J.R. tenta di dividere Bobby e Pam in modo definitivo, cercando di montare uno scandalo sessuale che vede coinvolti - in un ménage à trois - il sostenitore politico di Cliff, Pamela e la sua compagna di stanza Leanne Rees. L'uomo rassegna le dimissioni ma il resto degli Ewing si raccoglie attorno a Pam, rafforzando definitivamente il suo rapporto con Bobby.
- Guest Star: Barbara Babcock (Liz Craig), Fred Beir (Ben Maxwell), Veronica Hamel (Leanne Rees), Claude Earl Jones (Matt Henderson), Mark Wheeler (Kit Mainwaring)
- Altri interpreti: Robert Ackerman, David Darlow, Gary Lee Davis, Heidi Hagman, Peter Lucia, Peter Nyberg, Paul Sorensen (Andy Bradley), Buck Young (Seth Stone)

## Matrimonio regale
- Titolo originale: Royal Marriage
- Diretto da: Gunnar Hellström
- Scritto da: Camille Marchetta

### Trama
J.R. vede nel fidanzamento di Lucy con Kit Mainwaring un mezzo per aumentare il suo potere unendo le forze della Ewing Oil con quelle della Oil Mainwaring. Ma quando il matrimonio tra i due salta, a causa dell'omosessualità di Kit, tenuta nascosta fino a quel momento per paura, l'uomo cerca di creare uno scandalo. Bobby e Lucy, che si schierano dalla parte di Kit, impediscono a J.R. di vendicarsi.
- Guest Star: Linden Chiles (Chris Mainwaring), Jay W. MacIntosh (Signora Mainwairing), Mark Wheeler (Kit Mainwaring)
- Altri interpreti: Robert Ackerman, John Blackwood, Dante De Andre, Fern Fitzgerald (Marilee Stone), Joan Lancaster (Linda Bradley), Howard Murphy, Paul Sorensen (Andy Bradley), Kenneth White, Chuck Winters, Buck Young (Seth Stone)

## La scelta di Donna
- Titolo originale: The Outsiders
- Diretto da: Dennis Donnelly
- Scritto da: Leonard Katzman

### Trama
Incapaci di impedire la salita al potere politico di Cliff, gli Ewing si rivolgono al senatore Sam Culver, nel tentativo di dimostrare che Cliff stia abusando della sua autorità nei confronti della Ewing Oil. Quando J.R. scopre che la donna con cui Ray ha una relazione è la giovane moglie di Sam Culver, Donna, la ricatta pur di spingere il marito a mandare via Cliff. Ma Donna non cede al ricatto, chiudendo ogni rapporto con Ray, e Sam prende le parti di Cliff.
- Special Guest Star: John McIntire (Sen. Sam Culver)
- Guest Star: Susan Howard (Donna Culver)
- Altri interpreti: Kim Alexander, Lawrence Bame, Suzanne Copeland, Fern Fitzgerald (Marilee Stone), Jeannie Fitzsimmons (Joan), Meg Gallagher (Louella), Dawn Jeffory (Annie Driscoll), Shelley Juttner, Joan Lancaster (Linda Bradley), Dan Maher, Jeanna Michaels (Connie), Clint Ritchie (Bud Morgan), Sandy Taylor, William Wellman Jr. (Wally)

## John Ewing III - Parte 1
- Titolo originale: John Ewing III - Part 1
- Diretto da: Leonard Katzman
- Scritto da: Camille Marchetta

### Trama
Mentre Bobby è impegnato ad aiutare Lucy, che ha una forte dipendenza dai farmaci, Sue Ellen, totalmente schiava dell'alcol, mette in serio pericolo la sua vita e quella del suo bambino, cadendo dalle scale. J.R. allora prende una decisione definitiva e la fa rinchiudere in un centro riabilitativo.
- Guest Star: Ellen Geer (Dott. Krane), Peter Horton (Wayne),
- Altri interpreti: Merry Elkins, Meg Gallagher (Louella), Michael Griswold (Thomas Hall), Dawn Jeffory (Annie Driscoll), Sherril Lynn Katzman (Susan), Ed Kenney (Senatore Newberry), Jeanna Michaels (Connie), John Moser, Chad M. Roche, Nicholas Shields, Stephen Zacharias

## John Ewing III - Parte 2
- Titolo originale: John Ewing III - Part 2
- Diretto da: Leonard Katzman
- Scritto da: Arthur Bernard Lewis

### Trama
Durante la sua permanenza al centro riabilitativo, Sue Ellen riesce a corrompere un infermiere e a farsi dare dell'alcol. Ubriaca, fugge dal centro ma è vittima di un incidente automobilistico. Per questo motivo, il suo bambino nasce prematuramente e Jock lo chiama John Ross III. Sia la vita del bambino, però, che quello di Sue Ellen sono appese ad un filo.
- Guest Star: Dimitra Arliss (Hatton), Ellen Geer (Dott. Krane), Michael C. Gwynne (Dott. Rogers), Peter Horton (Wayne)
- Altri interpreti: Karlene Crockett (Muriel Gillis), Heidi Hagman, John Hart, Dawn Jeffory (Annie Driscoll), Sherril Lynn Katzman (Susan), Philip Littell, Nancy Pearlberg, Alan Rachins, Nicholas Shields